# Krężnica Jara
Krężnica Jara – wieś w Polsce położona w województwie lubelskim, w powiecie lubelskim, w gminie Niedrzwica Duża.
| SIMC    | Nazwa                       | Rodzaj    |
| ------- | --------------------------- | --------- |
| 0386778 | Bartoszówka (Krężnica Jara) | część wsi |
| 0386784 | Kolonia Krężnica Jara       | część wsi |
| 0386790 | Majdan Krężnicki            | część wsi |

W latach 1975–1998 miejscowość należała administracyjnie do województwa lubelskiego. W latach 1973–76 w gminie Głusk.
Wieś stanowi sołectwo gminy Niedrzwica Duża. Według Narodowego Spisu Powszechnego z roku 2011 wieś liczyła 1364 mieszkańców.
W Krężnicy Jarej znajduje się Szkoła Podstawowa im. Żołnierzy Bohaterów Armii Krajowej. We wsi mieści się dużo stawów, płynie przez nią Krężniczanka (Bzieniec, Bzanka).
We wsi jest przystanek kolejowy Krężnica Jara.
Wieś jest siedzibą rzymskokatolickiej parafii św. Floriana w Krężnicy Jarej.

## Historia wsi
Pierwsze badania przeprowadził w 1921 roku Michał Drewko, ówczesny Państwowy Konserwator dla Zabytków Przedhistorycznych na okręg lubelski. Wykopaliska podjęte w 1947 roku przez Stefana Noska z Zakładu Prehistorii UMCS, kontynuowane w latach 1949–1950, wykazały istnienie osad ludności kultury pucharów lejkowatych. Wśród licznych zabytków dominowały fragmenty naczyń, wyrobów ceramicznych oraz narzędzi krzemiennych. Symbolem odkryć w Krężnicy stała się figurka dwóch wołów sprzęgniętych jarzmem.
Latem 1947 r., na podwórku mieszkańca wsi, Jana Gronkowskiego, kpt. Stanisław Łukasik „Ryś”, jego zastępca Władysław Misztal „Bór” oraz porucznik Stanisław Misztal „Skała” i Marian Sobczyk „Gołąb”, na rozkaz majora Hieronima Dekutowskiego „Zapory”, dowódcy oddziałów WiN na Lubelszczyźnie, ukryli broń oddziału „Rysia”. Partyzancki arsenał pozostał w ukryciu 46 lat. W sierpniu 1993, w obecności Mariana Sobczyka „Gołębia”, pistolety, karabiny i amunicja zostały wydobyte z kryjówki i przekazane do muzeum.

## Parafia
W Krężnicy znajduje się kościół parafialny pod wezwaniem św. Floriana. Inne wsie należące do tej parafii to: Majdan Krężnicki, Marianka, Osmolice II, Nowiny, Osmolice-Kolonia.